# Bélgica nos Jogos Olímpicos de Verão de 1936
A Bélgica participou dos Jogos Olímpicos de Verão de 1936 em Berlim, Alemanha.